# 일본흑곰
일본흑곰(Japanese black bear)은 일본의 두 주요 섬인 혼슈와 시코쿠에 서식하는 아시아흑곰의 아종이다. 일본에는 약 10,000마리의 흑곰이 서식하는 것으로 추정되고 있다. 시코쿠의 흑곰 개체 수는 30마리 미만으로 멸종 위기에 처해 있으며, 규슈 섬에서 마지막으로 목격된 것이 1987년으로 21세기 이전에 멸종했을 가능성이 높다.암시장에서 곰의 부품이 높은 가격에 거래되고 있어 일본 내 모든 곰 개체수가 위협받고 있는 것이 멸종의 주요 요인이다. 일본 흑곰은 일반적으로 수컷이 60-120킬로그램, 암컷이 약 40-100킬로그램에 불과할 정도로 몸집이 작은 것이 특징이다.
일본 흑곰은 홍적세에 아시아 대륙에서 일본 열도로 이동했으며, 약 10만 년에서 50만 년 전에 지리적으로 제한된 여러 집단으로 분화한 것으로 보인다. 그러나 미토콘드리아 DNA 분석에 따르면 이러한 차이는 약 3만년 전에야 유전적으로 뚜렷해졌다.

## 식성

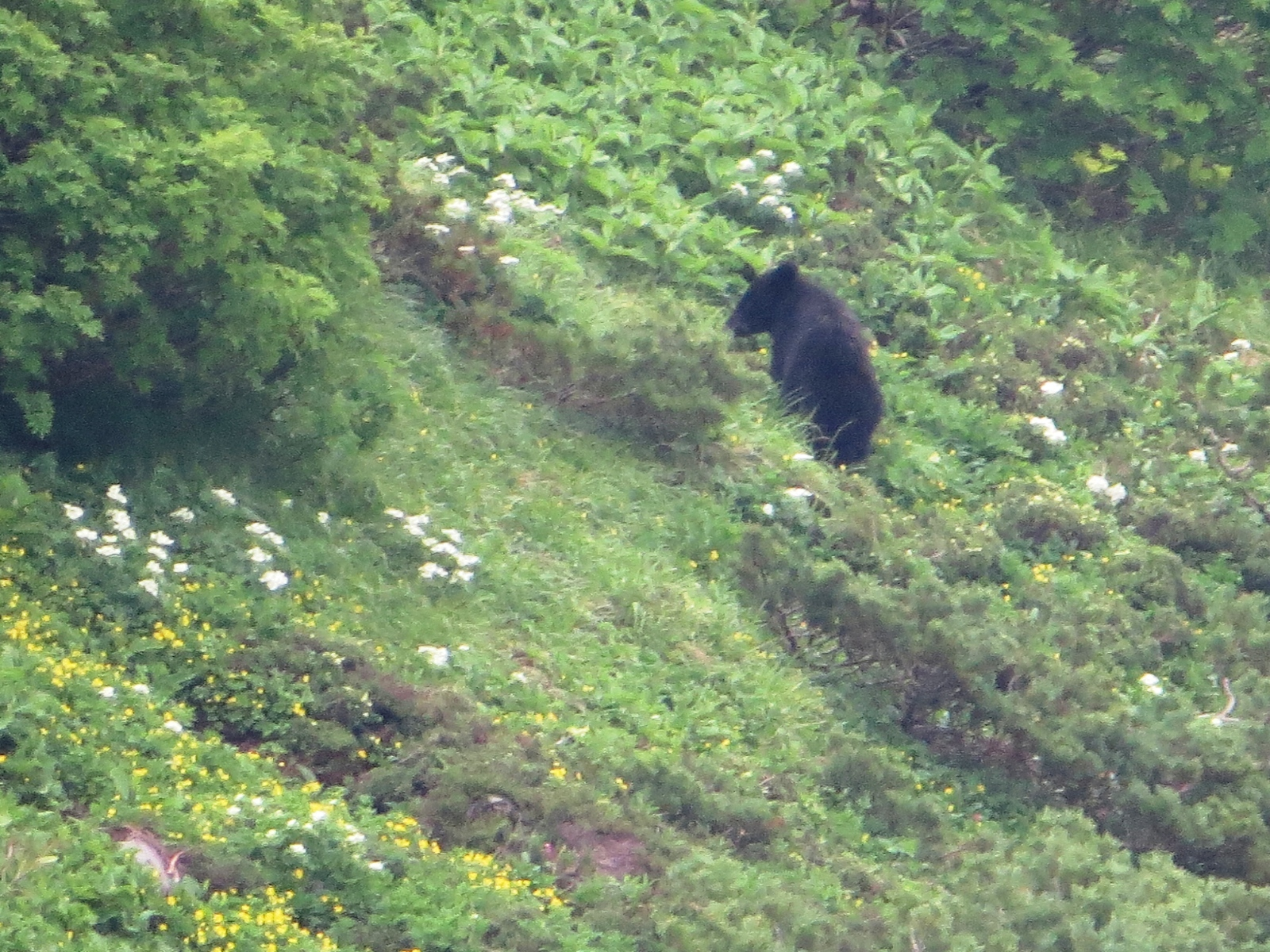
노리쿠라 산에서 식물을 먹는 곰

이 곰은 일반적으로 초식성으로, 봄에는 주로 풀과 허브를 먹는다. 여름에는 동면을 위해 열매와 견과류로 먹이를 바꾸어 먹는다. 곰은 나무에 올라가 발톱으로 열매와 견과류를 잡아서 먹이를 얻을 수 있다. 이 동물들은 잡식성으로 필요에 따라 다른 야생 동물과 가축을 잡아먹기도 한다. 대표적인 먹이로는 일본 산양, 맷돼지, 시카 사슴 등이 있다. 다른 곰과 마찬가지로 식인 풍습이 발생하는데, 수컷 흑곰의 뱃속에서 새끼 곰의 뼈 조각과 발톱이 발견되었을 때 입증된 바 있다. 또한 뉴트리아와 같은 외래종을 잡아먹는 것으로도 기록되어 있다.
일본 너도밤나무 열매는 특히 일본 동부에서 일본 흑곰의 주식 중 하나이다. 너도밤나무는 오시마 반도까지 일본 전역에 널리 퍼져 자생하며 가을에 열매를 맺는다. 곰은 너도밤나무의 어린 잎, 새싹, 꽃도 먹는데, 너도밤나무 숲이 있는 지역에 서식하는 곰에게 가장 귀중한 먹이이다.

## 서식지
곰은 일본을 구성하는 두개의 섬인 혼슈와 시코쿠에 서식한다. 북동부 고설 지역과 남서부 저설 지역에서 볼 수 있으며, 해발 3000m 이상의 고산 지역에서도 발견되었다. 먹이가 되는 풀과 열매가 많은 나무가 많은 지역, 특히 활엽수 낙엽수림에 서식하는 경향이 있다.

### 개체의 고립
산이 많은 일본의 특성상 곰은 지리적으로 서로 고립되어 있는 경우가 많다. 흑곰의 개체 수가 많은 이와테 현에서는 오우 산맥과 기타카미 산맥의 두 그룹으로 나뉘어 서식하고 있다.

## 멸종
일본흑곰의 개체수는 인간의 간섭으로 인해 영향을 끼치고 있다. 도시가 개발되기 시작되면서 서식지 파괴가 곰들에게 큰 문제가 되고 있다. 과도한 사냥과 밀렵 또한 개체수 감소의 원인이 되고 있다. 곰의 부위는 암시장에서 높은 가격에 팔릴 수 있기 때문에 매우 탐욕스러운 존재이기 때문에 밀렵이 증가하고 있어 계체수가 감소하고 있다. 이러한 요인들과 서식지 파괴로 인한 수용 능력 감소로 인해 일본 흑곰은 멸종 위험이 높다는 인식이 생기게 되었으며. 현재와 같은 감소 속도라면 향후 100년 이내에 사라질 가능성이 높다.

## 참고 문헌
- Hazumi, Toshihiro (1994). 〈Status of Japanese black bear〉. 《Bears: Their Biology and Management》 9. International Association for Bear Research and Management. 145–148쪽. doi:10.2307/3872694. JSTOR 3872694.
- Horino, S.; Miura, S. (2000). “Population viability analysis of a Japanese black bear population”. 《Population Ecology》 42 (1): 37–44. Bibcode:2000PopEc..42...37H. doi:10.1007/s101440050007. S2CID 38285591.
- Koike, Shinsuke; Masaki, Takashi; Nemoto, Yui; Kozakai, Chinatsu; Yamazaki, Koji; Kasai, Shinsuke; Nakajima, Ami; Kaji, Koichi (2011). “Estimate of the seed shadow created by the Asiatic black bear Ursus thibetanus and its characteristics as a seed disperser in Japanese cool-temperate forest”. 《Oikos》 120 (2): 280–290. Bibcode:2011Oikos.120..280K. doi:10.1111/j.1600-0706.2010.18626.x.
- Shigeru Azuma; Harumi Torii (February 1977). “A Selection of Papers from the Fourth International Conference on Bear Research and Management”. 《Bear Biology Association Conference Series》 (Kalispell, Montana, the USA) 4: 71–79.